# Rodinal

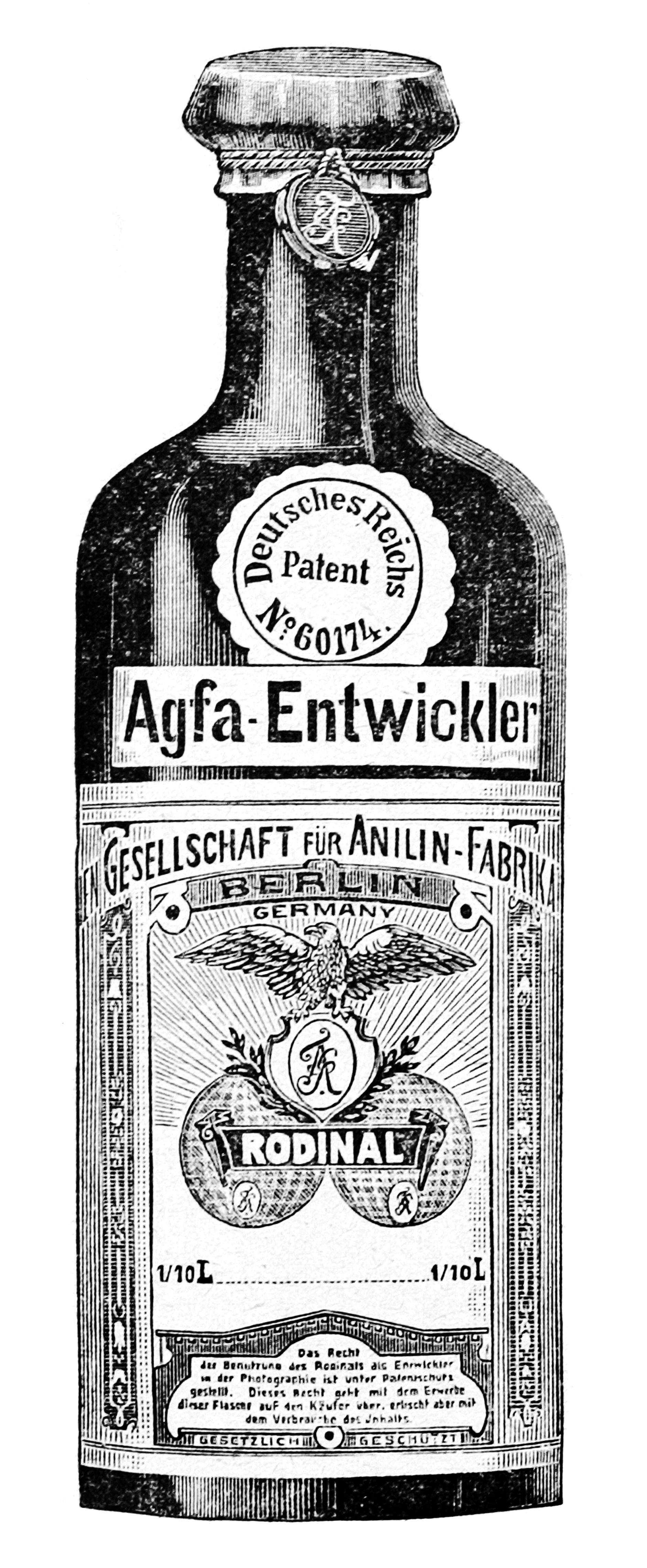
Eine Flasche Rodinal der "Aktiengesellschaft für Anilin-Fabrikation" aus dem Jahre 1905 offenbart uns die Nummer von Momme Andresens Paramidophenol-Patent. Auf der Flasche steht geschrieben: "Das Recht der Benutzung des Rodinals als Entwickler in der Photographie ist unter Patentschutz gestellt. Dieses Recht geht mit dem Erwerbe dieser Flasche auf den Käufer über, erlischt aber mit dem Verbrauche des Inhalts." Im Jahr darauf lief der Patentschutz nach den damals gesetzlich verankerten 15 Jahren aus und auch kommerzielle Anbieter konnten diesen Entwicklertyp nun nachahmen und verkaufen.

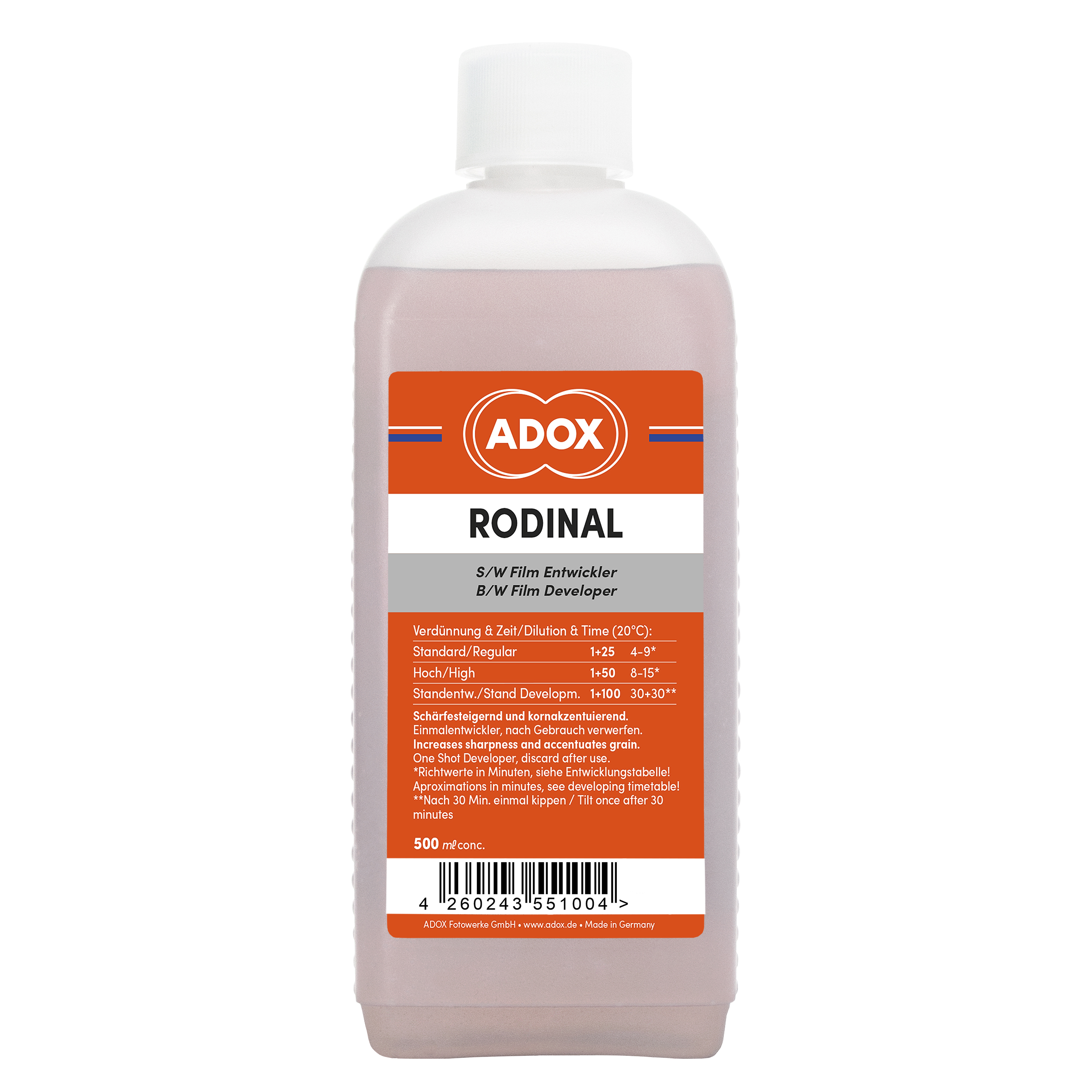
RODINAL heute

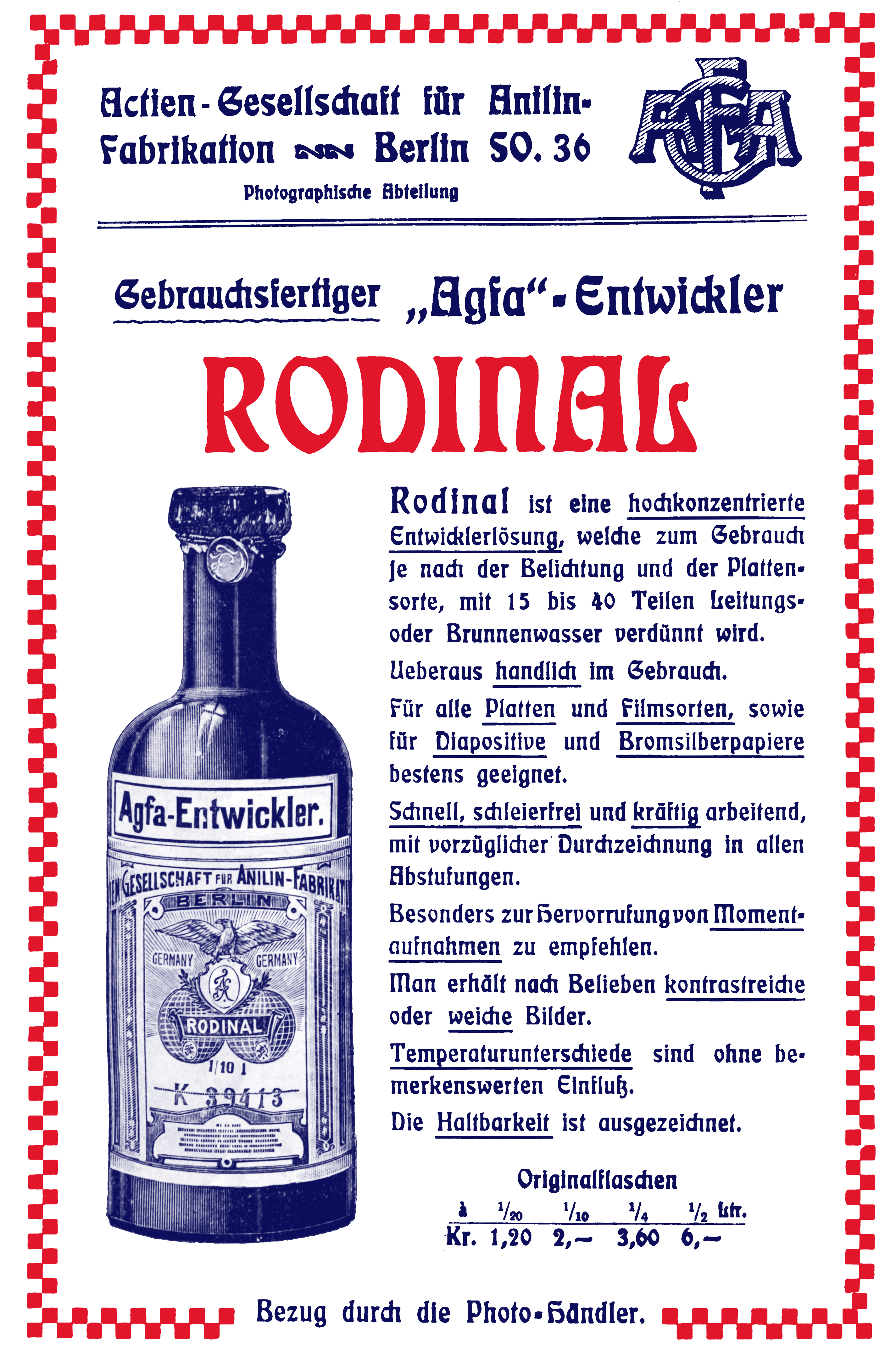
Reklame für Agfa Rodinal von 1906. In diesem Jahr endete auch der Patentschutz.

Rodinal ist der Handelsname eines von der Agfa entwickelten und jetzt von ADOX hergestellten Entwicklers für Schwarzweißfilme auf der Basis von p-Aminophenol.

## Geschichte
Rodinal wurde vom Agfa-Mitarbeiter Dr. Momme Andresen erfunden und am 27. Januar 1891 unter der Nummer 60.174 im Deutschen Reich patentiert. Neu an diesem Negativ-Entwickler war, dass er nicht mehr als Pulver, sondern als flüssiges Konzentrat geliefert wurde, das nur noch im richtigen Verhältnis verdünnt werden musste. Dabei konnte die Wirkung ("Rapidität") durch die Wahl des Verdünnungsverhältnisses in sehr weiten Grenzen variiert werden. Andresen schrieb dazu in seiner Patentschrift:
"Für den Gebrauch wird die Lösung des gebildeten p-Amidophenolnatriums mit 5 bis 50 Theilen Wasser, je nachdem ein stärkerer oder schwächerer Entwickler gewünscht wird, verdünnt."
Diese Erfindung begründete die fotografische Sparte der Firma Agfa und ist das am längsten auf dem Markt befindliche Produkt für Fotografie überhaupt. So wird Rodinal sogar mit einem Eintrag im Guinness-Buch der Rekorde aufgeführt.
Nach der Trennung der Agfa in ORWO (DDR) und Agfa (Leverkusen) wurde Rodinal in der DDR als ORWO R09 (Rezeptnummer Rodinal Nummer 9) vertrieben. Agfa Leverkusen hat die Rezeptur mehrfach verbessert und zuletzt in Vaihingen (Enz) hergestellt. Mit der Insolvenz der Agfa in 2004 wurde die Produktion der Agfa-Rezeptur von ADOX übernommen. ADOX besitzt heute auch die Namensrechte an Rodinal.

## Bestandteile
Das heute erhältliche Produkt enthält als Hauptbestandteile folgende Chemikalien:
- p-Aminophenol als entwickelnde Substanz
- Kaliumhydroxid zur Einstellung des pH-Wertes
- Kaliumsulfit
- Na4EDTA
- Kaliumbromid

## Rezeptur
Durch die Veröffentlichung der Patentschrift zum 17. November 1891 war auch die Originalrezeptur von Rodinal und dessen Herstellungsweise bekannt. Die Rezeptur wurde mehrmals verbessert. Als 1945 die Alliierten das Agfa-Werk in Wolfen plünderten, fiel ihnen auch das damals aktuell verwendete Rezept in die Hände. Im Bericht des Combined Intelligence Objectives Sub-Committee ist es seither nachzulesen:
```
Wasser 75 ml
p-Aminophenol 5,5 g
Kaliumsulfit sicc. 4 g
Kaliumhydroxid 4 g
Kaliumbromid 1 g
Na4EDTA 2 g
Wasser auf 100 ml
```

Heute würde man aufgrund der besseren Eigenschaften eher freies p-Aminophenol und kein -hydrochlorid verwenden. Das Kaliumhydroxid löst man am besten zunächst in 4 ml Wasser auf und setzt es dann zu. Erst dann, im nun alkalischen Milieu, löst sich darin das p-Aminophenol.

## Verwendung
Rodinal wird als Konzentrat geliefert und muss vor der Anwendung verdünnt werden, wobei Verdünnungen im Verhältnis 1+25 (1 Teil Rodinal plus 25 Teile Wasser), 1+50 und 1+100 üblich sind, wobei höhere Verdünnungen zu einem langsameren Entwicklungsprozess führen, aber die scheinbare Schärfe des Films erhöhen. Der Kanteneffekt tritt in einem weiten Bereich unabhängig von der Häufigkeit der Entwicklerbewegung ein. Standentwicklung und Rotationsentwicklung ergeben jedoch schlechtere Ergebnisse. Verdünnungen von 1+100, 1+200 oder gar noch mehr werden für die Standentwicklung, also ohne jegliches Kippen oder Bewegen, verwendet. Die verdünnte Lösung kann nach Gebrauch nicht wiederverwendet werden und sollte der Schadstoffentsorgung zugeführt werden.
Durch Erhöhung der Temperatur kann der Entwicklungsprozess beschleunigt, durch Anpassung der Zeit der Kontrast des Films gesteuert werden. Von einer höheren Temperatur ist jedoch abzuraten, da sonst das Filmkorn noch mehr akzentuiert wird.
In den folgenden Tabellen sind die Entwicklungszeiten für Agfa Filme in Rodinal bei 30 Sekunden Kipprhythmus aufgeführt. In der ersten Minute muss fortlaufend bewegt werden. Die Entwicklung schlägt sich auch auf die Empfindlichkeitsausnutzung nieder: wer also einen Agfa APX100 in Rodinal 1+25 entwickeln möchte, kann eine etwas höhere Empfindlichkeit von 125 ASA (statt 100 ASA) bei der Belichtung des Films verwenden.
Verdünnung 1+25 bei 20 °C
| Film            | Gamma | Zeit   | ISO     |
| --------------- | ----- | ------ | ------- |
| Agfa APX25      | 0,65  | 6 min  | 20/14°  |
| Agfa APX100     | 0,65  | 9 min  | 125/22° |
| Agfa APX400 alt | 0,65  | 7 min  | 400/27° |
| Agfa APX400 neu | 0,65  | 10 min | 320/26° |

Verdünnung 1+50 bei 20 °C
| Film            | Gamma | Zeit   | ISO     |
| --------------- | ----- | ------ | ------- |
| Agfa APX25      | 0,65  | 10 min | 25/15°  |
| Agfa APX100     | 0,65  | 17 min | 160/23° |
| Agfa APX400 alt | 0,65  | 11 min | 500/28° |
| Agfa APX400 neu | 0,65  | 30 min | 320/26° |

## Kanteneffekt
An den Kanten, d. h. an den Übergängen zwischen hellen und dunklen Bildbereichen, wird der Entwickler an den latent dunklen Stellen im Negativ schneller verbraucht als an den hellen. Der verbrauchte Entwickler hemmt die Entwicklung an der Kante und sorgt somit für eine feine helle Linie, die den Schärfeeindruck verstärkt.
Eine Möglichkeit, den Kanteneffekt zu maximieren könnte sein, Rodinal stark zu verdünnen und den Film für längere Zeit ohne jegliche Bewegung stehen zu lassen. Ein ähnlicher Effekt wird heute in der Bildbearbeitung eingesetzt, um den subjektiven Schärfeeindruck eines Fotos zu verbessern. Der Kanteneffekt funktioniert allerdings nur bei liegendem Film, also z. B. großformatigem Planfilm in Entwicklerschalen. Bei Kleinbild- oder Rollfilmen kommt es meist zu Bromidabläufen während der Entwicklung.

## Haltbarkeit
Angesetzte Rodinal Arbeitslösung soll laut Hersteller Agfa zügig verbraucht werden. Das Entwicklerkonzentrat oxidiert bereits nach sehr kurzer Zeit an der Luft und nimmt zusehends eine bräunliche Farbe an. Frisches Rodinal ist klar und farblos. Der Vorratsbehälter mit dem Konzentrat sollte daher stets nach einer Entnahme mit einem Schutzgas (Propan/Butan, schwerer als Luft) aufgefüllt werden. Auch möglich ist die Zugabe von Glaskugeln, bis der Behälter voll ist, um so den Verlust zu ersetzen.
In der Praxis hat sich Rodinal in konzentrierter Form jedoch als besonders unproblematischer Entwickler bewährt, was die Haltbarkeit angeht. Selbst bereits tief braun verfärbtes Rodinal soll als Entwickler noch einwandfrei und völlig normal arbeiten. Die nach dem Zweiten Weltkrieg 1945 öffentlich gewordene Formel von Rodinal, genannt „R09“, ist aktuell noch im Handel verfügbar. R09 oxidiert an der frischen Luft schneller, und angebrochene Konzentrate liefern nach drei bis vier Monaten Anbruch nicht mehr die notwendigen Negativdichten. Deswegen legen Anwerder Wert auf möglichst aktuelle Formulierungen. Der sicherste Weg, mit Rodinal zuverlässige Ergebnisse zu erzielen, besteht im Selbstansatz.
Am Flaschenboden des Konzentrats befinden sich immer ein paar Kristalle. Dies hat jedoch keinerlei Bedeutung für die Haltbarkeit oder Wirksamkeit des Entwicklers, jedoch sollten sie nicht mit in die Entwicklerdose gefüllt werden. Ausfiltrieren ist leicht mit einem Kaffeefilter möglich.

## Derivate
Neben den verschiedenen Rodinal-Derivaten, die von unterschiedlichen Herstellern angeboten werden, besteht die Möglichkeit, sich einen auf Rodinal basierenden Entwickler selbst anzusetzen. Die einfachste Version des sogenannten Parodinal besteht aus Wasser, Paracetamol-Tabletten (engl. Acetaminophen), Natriumsulfit und Natriumhydroxid. Nach dem Mischen reagiert das Acetaminophen mit dem Hydroxid und es entsteht die eigentliche Entwicklersubstanz p-Aminophenol. Auf einfache Weise kann dadurch aus billigen und überall verfügbaren Zutaten ein Entwickler hergestellt werden, der in seinen Charakteristika Rodinal sehr nahekommt.